# BAFTA (премия, 1969)
22-я церемония вручения наград премии BAFTA

1969
Лучший фильм: 

Выпускник 

The Graduate
< 21-я Церемонии вручения 23-я >
22-я церемония вручения наград премии BAFTA, учреждённой Британской академией кино и телевизионных искусств, за заслуги в области кинематографа за 1968 год состоялась в Лондоне в 1969 году.
В этом году произошёл ряд изменений в системе номинаций. Было отменено разделение на британских и иностранных исполнителей, теперь лучшим актёрам и актрисам вручали награды в категориях «Лучшая главная мужская роль» и «Лучшая главная женская роль» соответственно. Категория «Лучший сценарий для британского фильма» была переименована в «Лучший сценарий».
Кроме того, был введён ряд новых категорий: «Лучшая режиссура», «Лучшая музыка к фильму», «Лучший звук», «Лучший монтаж», а также «Лучший актёр второго плана» и «Лучшая актриса второго плана».

## Полный список победителей и номинантов
| Победители выделены отдельным цветом. |

### Основные категории
| Категории                                               | Победитель и номинанты                                         |
| ------------------------------------------------------- | -------------------------------------------------------------- |
| Лучший фильм                                            | • «Выпускник» — Майк Николс                                    |
| Лучший фильм                                            | • «Космическая одиссея 2001 года» — Стэнли Кубрик              |
| Лучший фильм                                            | • «Оливер!» — Кэрол Рид                                        |
| Лучший фильм                                            | • «Поезда под пристальным наблюдением» — Иржи Менцель          |
| Лучшая режиссёрская работа                              | • Майк Николс — «Выпускник»                                    |
| Лучшая режиссёрская работа                              | • Кэрол Рид — «Оливер!»                                        |
| Лучшая режиссёрская работа                              | • Франко Дзеффирелли — «Ромео и Джульетта»                     |
| Лучшая режиссёрская работа                              | • Линдсей Андерсон — «Если»                                    |
| Лучшая мужская роль                                     | • Спенсер Трейси — «Угадай, кто придёт к обеду?»               |
| Лучшая мужская роль                                     | • Рон Муди — «Оливер!»                                         |
| Лучшая мужская роль                                     | • Никол Уильямсон — «Пушка Бофора»                             |
| Лучшая мужская роль                                     | • Тревор Ховард — «Атака лёгкой кавалерии»                     |
| Лучшая женская роль                                     | • Кэтрин Хепбёрн — «Лев зимой» и «Угадай, кто придёт к обеду?» |
| Лучшая женская роль                                     | • Энн Бэнкрофт — «Выпускник»                                   |
| Лучшая женская роль                                     | • Катрин Денёв — «Дневная красавица»                           |
| Лучшая женская роль                                     | • Джоан Вудворд — «Рэйчел, Рэйчел»                             |
| Лучшая мужская роль второго плана                       | • Иэн Холм — «Пушка Бофора»                                    |
| Лучшая мужская роль второго плана                       | • Энтони Хопкинс — «Лев зимой»                                 |
| Лучшая мужская роль второго плана                       | • Джон Макинери — «Ромео и Джульетта»                          |
| Лучшая мужская роль второго плана                       | • Джордж Сигал — «С леди так не обращаются»                    |
| Лучшая женская роль второго плана                       | • Билли Уайтлоу — «Чарли Бабблз» и «Расшатанные нервы»         |
| Лучшая женская роль второго плана                       | • Симона Синьоре — «Игры»                                      |
| Лучшая женская роль второго плана                       | • Пэт Хейвуд — «Ромео и Джульетта»                             |
| Лучшая женская роль второго плана                       | • Вирджиния Мэскелл — «Интерлюдия»                             |
| Самый многообещающий дебютант, исполнивший главную роль | • Дастин Хоффман — «Выпускник»                                 |
| Самый многообещающий дебютант, исполнивший главную роль | • Пиа Дегермарк — «Эльвира Мадиган»                            |
| Самый многообещающий дебютант, исполнивший главную роль | • Кэтрин Росс — «Выпускник»                                    |
| Самый многообещающий дебютант, исполнивший главную роль | • Джек Уайлд — «Оливер!»                                       |
| Лучший сценарий                                         | • «Выпускник» — Бак Генри, Колдер Уиллингем                    |
| Лучший сценарий                                         | • «Если» — Дэвид Шервин                                        |
| Лучший сценарий                                         | • «Лев зимой» — Джеймс Голдмен                                 |

### Другие категории
| Категории                            | Победитель и номинанты                                                                 |
| ------------------------------------ | -------------------------------------------------------------------------------------- |
| Лучшая музыка к фильму               | • «Лев зимой» — Джон Барри                                                             |
| Лучшая музыка к фильму               | • «Атака лёгкой кавалерии» — Джон Эддисон                                              |
| Лучшая музыка к фильму               | • «Жить, чтобы жить» — Франсис Ле                                                      |
| Лучшая музыка к фильму               | • «Ромео и Джульетта» — Нино Рота                                                      |
| Лучшая операторская работа           | • «Космическая одиссея 2001 года» — Джеффри Ансуорт                                    |
| Лучшая операторская работа           | • «Атака лёгкой кавалерии» — Дэвид Уоткин                                              |
| Лучшая операторская работа           | • «Лев зимой» — Дуглас Слокомб                                                         |
| Лучшая операторская работа           | • «Эльвира Мадиган» — Йорген Перссон                                                   |
| Лучший дизайн костюмов               | • «Ромео и Джульетта» — Данило Донати                                                  |
| Лучший дизайн костюмов               | • «Атака лёгкой кавалерии» — Дэвид Уолкер                                              |
| Лучший дизайн костюмов               | • «Лев зимой» — Маргарет Фёрс                                                          |
| Лучший дизайн костюмов               | • «Оливер!» — Филлис Далтон                                                            |
| Лучшая работа художника-постановщика | • «Космическая одиссея 2001 года» — Тони Мастерс, Гарри Ланж, Эрнест Арчер             |
| Лучшая работа художника-постановщика | • «Атака лёгкой кавалерии» — Эдвард Маршалл                                            |
| Лучшая работа художника-постановщика | • «Оливер!» — Джон Бокс                                                                |
| Лучшая работа художника-постановщика | • «Ромео и Джульетта» — Ренсо Монгиардино                                              |
| Лучший монтаж                        | • «Выпускник» — Сэм О’Стин                                                             |
| Лучший монтаж                        | • «Атака лёгкой кавалерии» — Кевин Браунлоу                                            |
| Лучший монтаж                        | • «Оливер!» — Ральф Кемплен                                                            |
| Лучший монтаж                        | • «Ромео и Джульетта» — Реджиналд Миллс                                                |
| Лучший звук                          | • «Космическая одиссея 2001 года» — Уинстон Райдер                                     |
| Лучший звук                          | • «Атака лёгкой кавалерии» — Саймон Кэй                                                |
| Лучший звук                          | • «Лев зимой» — Крис Гринэм                                                            |
| Лучший звук                          | • «Оливер!» — Джон Кокс, Боб Джоунс                                                    |
| Лучший звук                          | • «Поезда под пристальным наблюдением» — Иржи Павлик                                   |
| Лучший анимационный фильм            | • Pas de deux — Норман Макларен                                                        |
| Лучший анимационный фильм            | • Ruka — Иржи Трнка                                                                    |
| Лучший анимационный фильм            | • The House that Jack Built — Рон Тьюнис                                               |
| Лучший анимационный фильм            | • The Question — Джон Халас                                                            |
| Лучший специализированный фильм      | • The Threat in the Water — Ричард Бигэм                                               |
| Лучший специализированный фильм      | • Carbon — Питер де Норманвилл                                                         |
| Лучший специализированный фильм      | • Genetics and Plant Breeding — Дэвид Морфет                                           |
| Лучший специализированный фильм      | • The Kurer Anchor System — Норман Макларен                                            |
| Flaherty Documentary Award           | • In Need of Special Care — Camphill Rudolph Steiner School Aberdeen, Джонатан Стидалл |
| Flaherty Documentary Award           | • Inside North Vietnam — Феликс Грин                                                   |
| Flaherty Documentary Award           | • Music! — Майкл Тачнер                                                                |
| Flaherty Documentary Award           | • A Plague on your Children — Эдриан Мэлоун                                            |
| United Nations Award                 | • «Угадай, кто придёт к обеду?» — Стэнли Крамер                                        |
| United Nations Award                 | • «Космическая одиссея 2001 года» — Стэнли Кубрик                                      |
| United Nations Award                 | • «Лев зимой» — Энтони Харви                                                           |
| United Nations Award                 | • «Требуется особая забота» — Джонатан Стидалл                                         |